# Screwdriver
 (janvier 2017).
Si vous disposez d'ouvrages ou d'articles de référence ou si vous connaissez des sites web de qualité traitant du thème abordé ici, merci de compléter l'article en donnant les références utiles à sa vérifiabilité et en les liant à la section « Notes et références ».
Le Screwdriver, de l'anglais tournevis, est un cocktail à base de jus d'orange et de vodka. Sa création serait antérieure au 24 octobre 1949.
Il est aussi communément désigné sous le nom Vodka-jus d'orange ou Vodka-Orange.

## Origine
La référence écrite au Screwdriver la plus lointaine remonte au 24 octobre 1949, dans un article paru dans Time Magazine mentionnant une certaine boisson alcoolisée à la vodka et au jus d'orange, bue dans un bar de Park Hotel, par des agents des services secrets turcs qui trinquaient avec des ingénieurs américains et des réfugiés des Balkans[réf. nécessaire].
Une autre version de l'origine du Screwdriver serait qu'il aurait été « inventé » par des travailleurs pétroliers qui auraient pris pour habitude de mélanger avec un tournevis, faute d'autre outil, la vodka qu'ils consommaient avec du jus d'orange. Cependant, la référence la plus ancienne concernant cette version ne remonterait qu'aux années soixante, dans une version de 1965 du magazine House & Garden.

## Recette[1]
- 4 cl de vodka.
- 10 cl de jus d'orange.

Les ingrédients sont versés dans un shaker avec de la glace et shaker. Le verre est garni avec des rondelles d'orange.